# Вожозеро
Вожозеро — озеро на территории Валдайского сельского поселения Сегежского района Республики Карелии и Онежского района Архангельской области.

## Общие сведения
Площадь озера — 2,4 км², площадь водосборного бассейна — 27,7 км². Располагается на высоте 173,0 метров над уровнем моря.
Форма озера лопастная, продолговатая: вытянуто с северо-запада на юго-восток. Берега изрезанные, каменисто-песчаные, преимущественно возвышенные, местами заболоченные.
Около юго-восточной оконечности из озера вытекает река Заячка, которая с левого берега втекает в реку Нюхчу, впадающую в Онежскую губу Белого моря (Поморский берег).
В озере расположены три небольших безымянных острова.
С запада и востока от озера проходит лесовозная дорога.
Код объекта в государственном водном реестре — 02020001411102000009209.